# ラジかるッ
『ラジかるッ』は、日本テレビ（関東ローカル）で、2006年（平成18年）4月3日から2009年（平成21年）3月27日まで平日の朝に放送されていた情報・バラエティ番組。
基本放送時間は、平日の9:55 - 11:25（JST）。ハイビジョン制作（地上デジタル放送）。
2006年3月30日まで平日夕方に放送されていた『ラジかる!!』のリニューアル版に当たる。

## 概要
番組のコンセプトは、「ラジオのようにカルーくカルチャーする番組」。ラジオ局並の広さであるゼロスタジオから放送されているのはそのためである。ラジオのワイド番組のように収録ロケが全くなく、ほとんどのコーナーを生放送で行うのが特徴である。
ロゴの副題には「ラジオでカルチャー」を英字であしらった「RADIO DE CULTURE」が表示される。
番組の前半は最新の時事ニュースや芸能情報さらにはゲストを迎えトークする、後半はお笑い芸人が出演している。従来放送されていた通販番組『ポシュレヌーボー』も、『ラジかるッ×ポシュレ』として11:10 - 11:20頃に組み込まれて放送されており、系列局であるミヤギテレビでは金曜11:05 - 11:15に、テレビ信州では木曜11:10 - 11:20に、静岡第一テレビで金曜11:15 - 11:25に単独番組として放送されていた。
この番組は地上デジタルハイビジョン放送であるが、スタジオ（ゼロスタジオ、マイスタジオなど）と天気カメラ（ハイビジョンに対応済みの汐留、麹町、渋谷など）のみ16:9のハイビジョンで、非対応のVTR映像とお天気カメラはもちろん、副調整室の都合により16:9対応のVTR映像でも、左右のサイドパネル付きの4:3の映像にアップコンバートされる。（これは「ザ・ワイド」と同様な現象が起きている。）ただし、番組中にニュースが入ってきた場合の映像では、16:9での放送が可能で、4:3での放送の場合では左右のサイドパネルは付いていない。番組のHVマーク（ハイビジョン放送）は最初の中継リレーが終了し番組名が登場したとき、画面右下に黒字で小さく記載していた。
当番組はレギュラー陣が別の番組を優先して欠席したり、遅刻や寝坊が多いことなどから、『緩い番組』と言うコンセプトを持っている。 宮崎アナは飼犬を番組につれて出演する事があり「リンちゃん」は準レギュラー扱い、本番中にMCテーブルの上を犬が自由に歩き回る光景が時々見られた。

### 夕方から朝に枠移動
番組スタートは2006年4月。当番組は上記のように、2005年10月3日から2006年3月30日までの夕方15:55 - 17:25に放送していたラジオ感覚の新情報バラエティー番組「ラジかる!!」を午前に時間移動させたものである（日本テレビ定例会見での改編発表では、タイトルが『ラジかるッ!!』となっていたが、最終的な正式タイトルには!!は付かなかった。しかし、「ラジかるッ×ポシュレ」で開始当初「ラジかるッ!!」と表記されていたこともあった）。番組の「枠移動」については、日本テレビが2005年10月から午前枠で大阪・読売テレビ制作の『なるトモ!』（2009年3月終了）をネットしたが思うような成果を挙げられず、関東には馴染まないと日本テレビ側が判断し、同番組が「枠のテコ入れ」として移動したとされている。また、これまで17:25から放送されていた夕方のニュース番組『ニュースプラス1』が新たに『Newsリアルタイム』に改題の上16:53開始に拡大したことにも因る。
この番組がスタートする際、毎週金曜11:00 - 11:25に放送していた日本医師会提供のテレビ番組『からだ元気科』を終了させたことから、日本テレビでは平日最初の番組『Oha!4 NEWS LIVE』からこの番組が終わる11:25まですべて生放送の番組が並ぶことになった。（この時間帯に日テレ制作の生番組が設置されるのは2003年4月 - 2004年9月に放送された『さきどり!Navi』以来1年半ぶり、そのほか9:55 - 10:25枠が日テレからの生放送になるのは10時台まで放送していたころの『ザ!情報ツウ』以来半年ぶり）。また、『さきどり!』スタート当初は、4:30の『ニュース朝いち430』（当時） - 19:00迄の『ニュースプラス1』（当時）まで、全生放送を確立させた。

### スタジオについて
スタジオは通路からベランダのようにせり出した形のゼロスタジオをメインとして一部マイスタジオも使用するが、ゼロスタジオに駆動サブ（副調整室）がないため、マイスタジオの副調整室を駆動サブとして使用していることから、日本テレビ社内的には「マイスタ出し」の番組となっている。
マイスタ（及びマイスタ広場）を使用する場合の具体例
サブや明日の告知、DJ TERUがセンター試験の問題・答え（DJ TERUは特だねワイドをゼロスタでやった後にマイスタに移動。）の時などに使用。「レイザーラモンHGのハードなクッキング」や「ウエスポーン女ののど自慢」などの普段はマイスタ広場を使用する外での中継が雨でできなかった時に使用。
ゼロスタジオは狭いため、総合演出の尼崎昇は出演者のすぐ脇で直接指示を出している。そのためインカム姿でしばしば画面に登場しほとんどレギュラー出演者扱いである。ゼロスタジオ入りする為には一度日テレ本社ビルの外へ出なければならず、ゲスト出演者が驚く事が多い。ゼロスタジオは空中に浮いた構造上、強風の日はスタジオ全体が揺れる事があり、「安普請だ!」「地震のときは大丈夫か?」との声が出演者の中で良く出ていた。また、TBSはなまるマーケット出演直後にラジかるッ本番を迎えた中山は「こっちのスタジオは狭い」とコメントした。
番組は終了したが、ゼロスタジオ自体は後番組である「おもいッきりDON! 1025」→「おもいッきりPON!」→「PON!」でも使われている。

### 他局との関係など
元フジテレビアナウンサーの千野志麻や山中秀樹が、フリーになって初めて他局でレギュラー出演したのが、この番組である。『ドラえもん』や『クレヨンしんちゃん』が、テレビ朝日のキャラクターにも関わらず、VTR出演したことがある。

### ラジかるッファミリー
番組を象徴するポーズとして、両手の親指、人差し指、中指、を立てた状態（フレミング右手の法則・フレミング左手の法則と同じ形）で手首を2回ひねり、それに合わせて「ラジかるッ・ラジかるッ」と繰り返すアクションがある。これらの動作は番組内で『ラジかるッコール』と呼ばれ、番組エンディング、ならびにVTRに出演した著名人が行う（やってもらう）のが恒例となっている。出演者はもちろん、他局のアナウンサーやキャラクターでも、ラジかるッコールをした瞬間から、『ラジかるッファミリー』と番組で扱われる。頻繁にコラボレーションを行っているTBSサンデージャポンでも『サンジャポファミリー』として同様の手法がとられている。手法としてはサンジャポのほうが先である。
通常は両手で行うが、片手が埋まっている際や著名人出演時は、片手のみで行うことが多い。なお、この指の形がフレミング右手・左手の法則であることは意図したもの（ラジオだから電気、そこでフレミングの左手・右手の法則、とのこと）である。また両手で行うのは、ラジオの発信側と受信側という意味もある。

### ラジかるッ墓場
『ラジかるッファミリー』とは対照的に、かつてレギュラーとして出演しながら現在は出演していない芸人は『ラジかるッ墓場』と呼ばれる。これは姥捨て山のごとく芸人達が送られた架空の場所であると同時に、芸人そのものを指す複合的な造語である。ただし一生番組に出られないわけではなく、むしろセミレギュラー的な立ち位置を与えられて時おり登場する、というパターンが多かった。『墓場』という仰々しい名称とは裏腹に、芸人達はしぶとく明るい奇妙な団結力を発揮していた。
相澤仁美などアイドルの場合は「墓場アイドル」といわれる。
番組終了後も後継番組『おもいッきりDON!』、『PON!』でも継承されており、髭男爵、大西ライオンなど「墓場芸人」と称された芸人も多く出し、現在では存在自体が薄くなっても水面下で存在し続けている。

### 宮城に進出するも9ヶ月で打ち切り
開始当初は関東地区のみの放送だったが、2006年7月7日よりミヤギテレビで金曜日のみネットを開始した（それ以前も『ラジかるッ×ポシュレ』の放送はあった）。しかし、2007年3月16日を以ってわずか9ヶ月で打ち切られた。2007年4月からは再び、『ラジかるッ×ポシュレ』のみのネットとなっている。ただし、これがきっかけとなったのか、『おもいッきりDON!1025』以降、当該時間帯の番組をネットする局が少なからずある。

### 番組終了
本番組は2009年3月27日に終了。翌週から本番組と『おもいッきりイイ!!テレビ』を統合した新番組『おもいッきりDON!』が開始された。
本番組は9:55開始だったが、『おもいッきりDON!』の開始時間は10:25に繰り下げられた。これに伴い、9:55終了となっていた『スッキリ!!』（現：『スッキリ』）が10:25（9:30に飛び降り点あり）までの放送に拡大された。

## 出演者
○は「ラジかる!!」から引き続き出演
★はラジかるちゃーを担当（木曜日はタカアンドトシが担当）
☆は当番組終了後の「おもいッきりDON!」にも引き続き出演
◆はリニューアル後の「おもいッきりDON!」第1部「おもいッきりPON!」に出演
◇はリニューアル後の「おもいッきりDON!」第2部に出演

### 総合司会
- 中山秀征☆◇
- 賀集利樹
- 宮﨑宣子（当時日本テレビアナウンサー）

### コメンテーター
月曜日
- 名越康文★○◆
- スザンヌ★☆◆（2007年10月 - 2008年3月までは木曜日のおバカ枠の担当）
- 岡田圭右○☆◆

火曜日
- 宮川俊二
- 西川史子★○
- ビビる大木☆◆

水曜日
- 山中秀樹（2007年1月 - ）
- 小倉優子（2007年10月2日 - ）☆◇
- 植松晃士★○

木曜日
- 木村祐一
- 鈴木美潮◆
- 八田亜矢子（2007年4月 - 2008年3月までは天気担当）

金曜日
- 北野誠★○
- 原千晶★（2008年3月31日までは月曜日担当、そのまま4日後も出演）
- 優木まおみ（2008年4月 - ）☆◇

氏名と共にクレジットされる肩書はオーソドックスなものがほとんどだが、岡田圭右の「閉店ガラガラ」などおちゃらけたものもある。またオーソドックスな肩書なら「女優」とクレジットされるべき原千晶は「コメンテーター」という肩書にされてしまっていたが、金曜移動2週目以降は「酔いどれマーメイド」に変更されている。オープニングでは宮崎アナ（月曜日のみ賀集利樹）からフルネームで各コメンテーターが紹介されるが、医師である名越康文と西川史子は「名越先生」「西川先生」と名前が省略されている。加えて西川は、クレジットの肩書「形成外科医」ではなく「女医（の西川先生）」と言われている。
各曜日、紹介のされ方がまちまちである（月曜日は名越・スザンヌの後、スザンヌがラジかるちゃーの内容予告をしてから岡田を紹介。火曜日・木曜日は3人を一度に紹介。水曜日は山中が紹介された後、少しおいて植松・小倉を紹介。金曜日は1人ずつキャッチフレーズを入れながら紹介）。なおコメンテーター紹介は2008年10月で廃止された。

### ライブ
- 月曜日：レイザーラモンHG、浜内千波（料理研究家）☆◆、さとう里香
- 火曜日：嶋大輔
- 水曜日：彦摩呂、ギャル曽根☆◇、柳原可奈子
- 木曜日：ヨネスケ☆◇、にしおかすみこ☆◇
- 金曜日：レッド吉田◇、大島麻衣（当時AKB48）、タカアンドトシ☆、美キニーズ（折原みか、重盛さと美☆◆ 2008年3月まではアバンギャルズ）

### ナレーター
- 「DJ TERU（ディージェー・テルー）」（2006年10月2日 - 。サングラスを掛けた吉田照美である）

吉田照美とはキャラクターを分けているが（吉田照美について触れる時は「僕によく似ている吉田照美さん」と形容している）、中山などからは普通に「照美さん」、「テルーさん」と呼ばれる。また、中山から一言ツッコミを受けて、動揺する。ラジオDJ風のナレーターだが、顔も出る。サングラスも毎日変わる。出演初日、「スッキリ!!」終了後の15秒告知で、宮﨑アナが「謎の男、テルー?」を間違えて、「謎の男、クルー?」と言ってしまった。TERU本人は苦笑し、コーナー開始時「私はクルーではありません。」と訂正した。現在TERUは、同番組と2007年4月スタートした文化放送「吉田照美 ソコダイジナトコ」（6:00 - 8:30）と掛け持ちである。2007年3月までは同局午後の「吉田照美のやる気MANMAN!」と掛け持ちであった。
- 「DJ ERO（ディージェー・エロー）」（2007年12月30日特番、2008年1月4日、DJ TERUの代役。サングラスをかけた山中秀樹である）

EROもTERU同様、キャラクターを分けている。しかし、TERUと吉田照美がそっくりさんであるのに対して、EROと山中は遠い親戚で、血縁関係のある設定である。（2008年1月6日に発言）TERU復帰後、中山秀征は、「最近、アナウンス業をやっていないから、声が小さかった」と言っている。
- 「DJ Mickey（ディージェー・ミッキー）」☆◆（2008年9月8日 - 9月10日 。DJ TERUの夏期休暇による代役。サングラスを掛けた坂上みきである。後番組のおもいッきりDON!でレギュラーに昇格。なおこちらの番組ではサングラスはしていない。）
- 「DJ KYOYA（ディージェー・キョーヤ）」（2008年9月11日・9月12日 。DJ TERUの夏期休暇による代役。サングラスを掛けた木村匡也である）
- 杉上佐智枝◆（2007年2月9日 - 、日本テレビアナウンサー）

提供クレジット担当。自動音声である。前日までは大杉君枝アナのものが使用されていたが、大杉アナ急逝により変更された。

### 帯コーナー担当
- DJ TERUの特だねワイド
  - メイン…DJ TERU（吉田照美）
  - リポート(突撃芸人)
    - 月曜日：小庭康正（ぼれろ）（松岡シュウゾウ）☆◆
    - 火曜日：まちゃまちゃ
    - 水曜日：小島よしお
    - 木曜日：鳥居みゆき☆◆
    - 金曜日：山本高広☆◆

  - 注目記事解説
    - 月曜日：芸能リポーター 駒井千佳子
    - 火曜日：スポーツニッポン 飛澤美穂 記者・牧元一 記者 （隔週で出演）
    - 水曜日：芸能リポーター 城下尊之
    - 木曜日：日刊スポーツ 松本久 記者
    - 金曜日：芸能リポーター 佐々木博之

（休刊、休日などによって、変更あり）
- 5&5 ランキング（2007年4月2日 - ）

月曜日〜水曜日…博多華丸・大吉 （2006年10月5日 - 2007年3月30日は速報ランキング5&5の木曜日・金曜日担当）☆◆木曜日・金曜日…タカアンドトシ （2006年4月3日 - 2007年3月30日は夕刊太郎を月曜日 - 金曜日担当）☆
- ザ・たっちのちょっと何の日?（2007年4月2日 - ）

ザ・たっち（2006年4月3日 - 2007年3月30日は天カメ天気予報を月曜日 - 金曜日を担当）☆◆
- 天気予報・アシスタント
  - 福田萌（2007年11月6日 - 、火曜日・水曜日（隔週）・木曜日担当アシスタント）
  - さとう里香（2008年4月2日 - 、月曜日・水曜日（隔週）・金曜日担当アシスタント、「さとう里香」での出演は2008年5月5日から）
- 夕刊コーナー（2007年10月1日 - ）
  - 「モエヤンの夕刊ヤッホー!!」 モエヤン（2008年4月7日 -、月曜日担当）☆
  - 「小島&宮崎の夕刊ワセダ」 小島よしお、宮崎宣子（2007年10月3日 -、火曜日担当）
  - 「ハイキングウォーキングの夕刊ヤマタイ」 ハイキングウォーキング（2008年4月2日 - 水曜日担当）
  - 「山本&八田の夕刊キター ゼロスタを封鎖せよ」 山本高広☆◆、八田亜矢子（2008年10月2日 -、木曜日担当）
  - 「エド&賀集の夕刊GOOD!!」 エド・はるみ☆、賀集利樹（2008年4月4日 - 金曜日担当）
- ラジかるッ×ポシュレ
  - 東海林のり子☆◆
  - 馬場典子（当時日本テレビアナウンサー）◇
  - 宮﨑宣子
  - 児嶋浩次郎☆◆（商品説明担当・俳優）
  - 田中毅（日本テレビアナウンサー ナレーション）

### リンちゃん
宮崎アナが飼っているベージュ系のメスのトイ・プードル、不定期に出演し準レギュラー扱い。2006年（平成18年）生まれ、体重は1.8kgと成犬では小型。2007年9月3日（月）から7日（金）まで夏休みの賀集俊樹の代打としてラジかるッに初出演。2007年9月7日に当時金曜レギュラーの千野志麻のトイ・プードルのジャック（オス）とクロエ（メス）と共演した。

## 基本タイムテーブル
- 9:53:00(or15) ラジかるッ今日の予告（スッキリ!!終了後15秒間）
- 9:53:15(or30) CM
- 9:55:00 オープニング、「ライブ」「ちょっと何の日?」中継レポート、トーク
- 9:57 DJTERUの特だねワイド
- 10:15 5&5ランキング
- 10:22 うれしはずかし写真館
- 10:30 ラジかるちゃー
- 10:34 ライブ
- 10:42 ザ・たっちのちょっと何の日?
- 10:45 天気予報
- 10:46 ライブ
- 11:01 夕刊コーナー
- 11:10 ミニコーナー
- 11:10 ラジかるッ×ポシュレ
- 11:20 ラジかるッセンター試験
- 11:22 エンディング
- 11:23:15 放送終了（NNNストレイトニュース告知）
（ラジかるちゃー〜夕刊コーナーの間は曜日によって変更あり）

## コーナー一覧
- オープニング
まず、お天気カメラの映像、歌が流れその後、歌の解説、関東地方の天気を紹介した後中継になる。まずはライブ中継コーナーで、次にたっちに中継。中継が終わったら、オープニングタイトル、コメンテーターの紹介をして少しコメントをする。
- DJ TERUの特だねワイド（9:57頃）
スポーツ紙、夕刊紙、週刊誌などのゴシップ記事をDJ TERUが紹介。曜日別に小島よしおらがイベントなどの現場に訪れ、注目記事には記者や芸能リポーターが解説をする。最初にDJ TERUが少しコメントをする。『PON!』の「エンタメよーいPON!」に引き継がれている。
- 5&5ランキング（10:15頃）
2007年4月2日放送よりタイトルをリニューアルして関東地区の前日の番組平均視聴率（ビデオリサーチ調べ）（但し、祝日はビデオリサーチが定休日のため放送されない）ならびに様々な売り上げのTOP5を紹介。5&5ランキングの前に月曜日〜水曜日は「華丸大吉の」、木曜日・金曜日は「タカトシの」がつく。また、日テレの番組が前日の視聴率で第一位をとると、スタジオで拍手が起こる。視聴率ランキングでは第1位の番組の視聴率が第2位の番組の視聴率が同じ場合は占拠率が高い番組が第1位となる。視聴率ランキング第1位の番組紹介の時のBGMでは、その番組に因んだ曲が流れる（テレビドラマの主題歌など）。『PON!』水曜日の「PONPON!ランキング」に引き継がれている。
- 視聴率ランキングで使用された、放送局のテロップの色

| 放送局     | 色              |
| ---------- | --------------- |
| NHK        | ■（水色）       |
| 日本テレビ | ■（黄緑色）     |
| TBS        | ■（オレンジ色） |
| フジテレビ | ■（ピンク色）   |
| テレビ朝日 | ■（黄色）       |
| テレビ東京 | ■（紫色）       |

- 日替わりランキング
  - 月曜日：SHOPランキング（様々なお店の人気商品などTOP5を紹介）
  - 火曜日：映画ランキング（週間映画興行成績TOP5を紹介）
  - 水曜日：オリコンCDシングルランキング（オリコン週間シングルチャートTOP5を紹介）
  - 木曜日：Yahoo!検索ランキング（1週間のYahoo! JAPANの検索数が多かったキーワードTOP5を紹介）
  - 金曜日：あの街この町ランキング（2007年10月 - 、毎週、注目の町を紹介してその町のいい所TOP5で紹介。コンセプトは、第2の「出没!アド街ック天国」。うつみ宮土理がゲストの際、トシが、中山秀征から『あなたの街の宣伝副部長』に任命される。）
- おまけコーナー
  - 月曜日：なし（ただし「番外編」がある）
  - 火曜日：見たい!めんたい!!おすすめたい!!!（2007年4月3日 - 、おすすめの映画を紹介するコーナー）
  - 水曜日：今日の唄はコレばい 略してキョーウタコー師匠（2008年4月2日 - 、毎週その日にちなんだ、歌や歌手のランキングを紹介。3位（2位）からラジかるッスタッフまたは宮崎アナによる面白VTRも出る）
  - 水曜日：今週のスポットライト!（2008年7月23日 - ）
  - 木曜日：なし
  - 金曜日：なし
- うれしはずかし写真館（10:25頃）
2007年10月1日スタート。ゲストコーナー。内容は青春リクエストと変わらないが、ゲストが思い出の写真を1枚見せる。視聴者からのゲストへの質問メールにも答える。
このコーナーでほぼ必ず映る「Tim.」作の絵はDJ TERU（＝吉田照美）によるもの。
『PON!』の「ハラハラトーク スタア秘宝館」に引き継がれている。
- ラジかるちゃー
  - 月曜日：名越・スザンヌのエンタ ハ サイコッ（2008年4月7日 - ）
名越康文とスザンヌが最新のエンタ情報とそれにまつわる心理について紹介。
  - 火曜日：西川史子クリニック・あやくり（2007年4月3日 - 、2007年3月27日まで“西川史子の街角クリニック”のタイトル）
初期は西川史子が有名人の体の悩みを聞いてアドバイスするものだったが、後に西川が健康にまつわるクイズをレギュラー陣に出題する形式へと変更された。アシスタントは福田萌。
  - 水曜日：植松晃士のおブスなファッション モテファッション
植松晃士が、イベントや様々な場所でタレントや有名人・一般男女のファッションを『モテ』『ちょいモテ』『ちょいブス』『おブス』の4段階に分けてチェックする。
  - 木曜日：タカトシの衝撃太郎（2007年5月3日 - ）
タカアンドトシが世界中から集めたディープなニュースや、インパクトのある映像を紹介。紹介のたびにレギュラー陣が『○○か!』とツッコむのがお約束となっている。
  - 金曜日：誠か?ウソか?TOKYO伝説（2007年10月5日 - ）
北野誠が様々な都市伝説を紹介。
- ライブ
『PON!』の曜日企画に引き継がれている。
  - 月曜日：レイザーラモンHGのハードなクッキング
レイザーラモンHGと料理研究家の浜内千波が、マイスタ前（悪天候の場合はマイスタ内。また2007年4月までは商店街にて中継していた）から体にうれしい料理を紹介し、コーナーの途中でさとう里香（2007年4月から2008年3月までは八田亜矢子）が乱入。HGの名前を冠しているものの、実際のHGはほとんど浜内のアシスタントに近い。この中に「教えてハマティ」や「なるほどラモンちゃん」というミニコーナーがある。
  - 火曜日：嶋大輔のオレ様のブランチ（2008年4月1日 - ）
嶋大輔と美人芸能人と色々な場所をめぐりデートする。コーナー名は『王様のブランチ』から。第1回目は特別編として日本テレビの入社式に乱入した。8月26日はてれび戦士の3人（男子1人と女子2人）でNHKスタジオパークを見学した。
  - 水曜日：ヒコ&カナ&ソネのてなもんや三度飯（2008年10月1日 - ）
彦摩呂と柳原可奈子とギャル曽根が有名料理店を回って、そこで曽根が大食いに挑戦する。
  - 木曜日：ヨネスケ・にしおかのQ散歩 パねるのトビラ（2008年10月16日 - ）
ヨネスケとにしおかすみこが中継先に出向き、クイズを出題する（クイズには宮崎アナも答える）。コーナー名は『ちい散歩』と『はねるのトびら』から。
  - 金曜日：ウエスポーン!レッド&麻衣の新人さんいらっしゃい!（2008年4月4日 - ）
芸能人の新人を紹介する。司会はレッド吉田、大島麻衣。コーナー名にもある「ウエスポーン!」（ウエスポン）とは、いわゆるレッド語（ネタとしての造語）であり、番組内ではコーナー紹介の際に挨拶のように使われている。
- ザ・たっちのちょっと何の日?
2007年4月2日放送よりザ・たっちが天気カメラを使って今日は何の日かを伝える。場合によっては中継カメラを使う。コーナー終了時は「ズームイン!!朝!」のプロ野球いれコミ情報のカウントダウン表示と同じように、画面右下に15秒のカウンターが表示され、0になるとコーナーが終了し天気予報になる。『PON!』の「天カメ教室 ちょっとウケたい授業」に引き継がれている。
- 夕刊コーナー（11:05頃）
歌えや夕刊のコーナーを改め2007年10月1日スタート。日刊ゲンダイと東京スポーツを紹介する内容は歌えや夕刊とは変わらないが、出演者が変わった。東京スポーツのみを放送する時がある。
  - 月曜日：モエヤンの夕刊ヤッホー!!（2008年4月7日 - ）
コーナー名は、持ちギャグの「ヌーブラヤッホー!!」（現在は「ノーブラヤッホー!!」）とYahoo!から。
  - 火曜日：小島&宮崎の夕刊ワセダ（2007年10月3日 - ）
コーナー名は、小島よしおと宮崎アナ両人が早稲田大学卒業であることから、二人は大学時代同じサークルに所属しており、息のあったコントが見られる。宮崎アナは局アナと思えない下ネタにもチャレンジする事がしばしばある。2007年12月11日の「宮崎アナ遅刻事件」以後コーナー終わりに二人でバケツと持って立たされる事が多い、オチで小島がバケツの水を被る。2008年4月1日より火曜日担当で2008年3月26日まで水曜日を担当していた。BGMとして早大校歌「都の西北」を必ず流している。
  - 水曜日：ハイキングウォーキングの夕刊ヤマタイ（2008年4月2日 - ）
コーナー名は、持ちギャグの「邪馬台国の人」とナイタイから。
  - 木曜日：山本&八田の夕刊キター ゼロスタを封鎖せよ（2008年10月2日 - ）
コーナー名は、山本高広の持ちギャグである織田裕二出演CMのフレーズ「来たー」と織田の主演映画「踊る大捜査線 THE MOVIE 2 レインボーブリッジを封鎖せよ!」から。
  - 金曜日：エド&賀集の夕刊GOOD!!（2008年4月4日 - ）
2人ともメガネをかけて「エドアンドトシキ」と名乗っている。コーナー名は、エド・はるみの持ちギャグの「グー」とインターネットサイトのGoogleおよびGooから。
- ミニコーナー（11:10〜ラジかるッ×ポシュレが始まる前）
正式なコーナーではなく、代わりに宣伝をしたり時間の都合でカットになる場合がある。
  - 月曜日：モエヤンのノーブラボー（2008年7月14日 - ）
  - 火曜日：小島よしお新ネタ研究所（2008年1月9日 - 2008年3月までは水曜日担当）
  - 水曜日：ハイキングウォーキングのそ〜なっちゃいます?（2008年5月28日 - ）
  - 木曜日：八田亜矢子の東大一直線（2008年7月31日 - ）
  - 金曜日：教えてまおみん（2008年4月4日 - ）
- ラジかるッ×ポシュレ（11:10~）
「ポシュレ」を参照。
- ラジかるッセンター試験（11:20~）
2007年1月22日から開始。ラジかるッ×ポシュレ終了後の10秒間に出題。
出題担当は、DJ TERU（過去、木曜日に金剛地武志・鈴木美潮・番組演出の尼崎昇、金曜日に博多華丸・大吉が担当することがあった）センター試験をやる前は「スタジオコメント」や「SHEILAのここがステキ」、「ライブコメント」であった。
2007年2月12日 - 16日はスペシャルバージョン（ワタナベエンターテインメントの舞台「OUT OF ORDER」の出演者から出題）
放送日に関連した問題を出題。クイズには宮﨑アナ（おバカタレントのスザンヌ、さとう里香などがゲスト出演した場合、一緒にクイズに参加）がCM中に答え、エンディングで正解を発表。

## 特別番組

### ラジかるッナイト キャバ姫'06夏祭り
- 放送時間：2006年7月16日（日曜日）1:05 - 5:25（バリューナイトフィーバー内）
- 放送局：日本テレビ（関東ローカル）

バリューナイトフィーバー枠であるが、関東地区のみ放送。司会は中山秀征、嶋大輔、魚住りえが担当。なお「ラジかるッ」司会の賀集利樹はゲストとして出演したが、宮﨑宣子アナは出演しなかった。中山が「今日放送されたものでは、ラジかるッでは一切やりません。」と発言したように、翌週のラジかるッでは時間帯の関係で一切取り上げることは無かった。当時ゲスト出演だった博多華丸・大吉はゲームコーナーの進行役を務め、のちに10月からレギュラーに抜擢された。視聴率は同地区で、2.4%を記録した（ビデオリサーチ関東地区調べ）。

### 24時間テレビ 直前スペシャル
直前に迫った24時間テレビ 「愛は地球を救う」の紹介をラジかるッ風に行ったもの。その為、出演者紹介などのロゴが「ラジかるッ」仕様になっていたほか、完全にラジかるッ編成になっていた（右上の占い表示、ザ・たっちの天カメ天気など）。前年2005年まで24時間テレビの直前SPは同じ中山司会の「TVおじゃマンボウ」が担っていた。2009年以降はベースとする番組はなくなったが、同年は引き続き中山がメインMCで同一趣旨の特別番組を担当。2010年からは後番組「PON!」のMCに就任したビビる大木が引き継いだ後、2020年からは中岡創一（ロッチ）が進行している。

#### 24時間テレビ29 直前スペシャル
- 放送時間…2006年8月26日16:30 - 18:00(JST)
- 放送局…日本テレビ、札幌テレビ放送、テレビ岩手、テレビ信州、静岡第一テレビ、広島テレビ放送、山口放送、熊本県民テレビ、鹿児島讀賣テレビ

「24時間テレビ29 見どころ満載直前スペシャル ラジかるッが生突撃（秘）舞台裏を大公開だ」と題して放送。

#### 24時間テレビ30 直前スペシャル
- 放送時間…2007年8月18日16:30 - 18:00(JST)
- 放送局…日本テレビ、札幌テレビ放送、テレビ新潟、テレビ信州、静岡第一テレビ、テレビ金沢、北日本放送、山口放送、熊本県民テレビ、鹿児島讀賣テレビ
- 出演者
  - 司会 中山秀征、賀集利樹、宮崎宣子
  - レギュラー 山中秀樹、相沢仁美、岡田圭右
  - コーナーレギュラー タカアンドトシ、ザ・たっち、ヨネスケ、にしおかすみこ、DJ TERU
  - その他のレギュラー オオカミ少年、KICK☆、出雲阿国
  - 青春リクエストゲスト 石原良純

2007年も「24時間テレビ30 見どころ満載直前スペシャル ラジかるッが生突撃(秘)舞台裏を大公開だ」と題し放送。この日は、「DJ TERUの特だねワイド」「タカトシの衝撃太郎」「ザ・たっちのちょっと何の日」「ヨネスケの出張××(チョメチョメ)」が24時間テレビ特別バージョンで放送された。

#### 24時間テレビ31 直前スペシャル
- 放送時間…2008年8月30日16:30 - 18:00(JST)
- 放送局…日本テレビ、札幌テレビ放送、テレビ岩手、テレビ信州、テレビ新潟、静岡第一テレビ、北日本放送、テレビ金沢、山口放送、鹿児島讀賣テレビ ほか
- 出演者
  - 司会 中山秀征、賀集利樹、宮崎宣子
  - レギュラー スザンヌ、八田亜矢子、岡田圭右
  - コーナーレギュラー タカアンドトシ、ヨネスケ、にしおかすみこ、DJ TERU、鳥居みゆき、ゴー☆ジャス、ザ・たっち、福田萌、山本高広、ハイキングウォーキング、NON STYLE
  - うれしはずかし写真館ゲスト 宮川大輔
  - その他の出演者 エド・はるみ、谷村新司、くりぃむしちゅー、嵐、徳光和夫、西尾由佳理、仲間由紀恵、久本雅美、チュートリアル、ペ・ヨンジュン、錦野旦、宮﨑大輔、金子貴俊、ジョニー黒木、FUJIWARA、ブラックマヨネーズ

2008年も「24時間テレビ31直前! ラジかるッが生突撃!!(秘)舞台裏を大公開だ」と題し放送。

### ラジかる×ラジかるッ 全国制覇'07 年忘れ祭り
放送時間…2007年12月30日（日） 21:00 - 22:54(JST)に放送された。この日の放送では、NNN30局の全国ネットとなったため通常はレギュラー放送がネットされていないすべての系列局において視聴できる初ネットとなり、同時に初ゴールデンタイム放送となる。
- 司会 中山秀征・賀集利樹・宮﨑宣子（日本テレビアナウンサー）
- スタジオゲスト：東国原英夫、和央ようか、和泉元彌、泰葉
- うれしはずかし写真館ゲスト：北乃きい
- スタジオ：マイスタジオ、テレビバ（女ののど自慢の会場）
- その他の出演者：丸山和也、姫井由美子、小林幸子、中村中、AKB48、クールポコ、ホリ、その他、各曜日のレギュラー。
- オープニング
  - DJ TERUのナレーションから始まりタイトルコール、中継などをした（マイスタ前ではクールポコと浜内千波がおもちをついていた）。
- DJ EROの特だねワイド
  - DJ TERUが不在のためDJ ERO（サングラスをかけた山中秀樹）が登場した。
- 植松晃士のおブスなファッション モテファッション "ファミリー私服激写編"
  - 小倉優子、スザンヌ、西川史子をファッションチェック。小倉はモテ、スザンヌはちょいモテ、西川はおブスだった。
- 「オッパP そんなの関係ネェ駅伝」
  - 小島よしおが渋谷、永田町を訪問。ビビる大木がヘリコプターでその状況を中継した。
  - 最後は山中秀樹、千野志麻、有賀さつきに見守られゴールしたが、その場所は3人の古巣・フジテレビだった。
- ライブ「彦摩呂・柳原のまんぷく道場目指せ!ミシュラン☆100万円」
  - 場所：銀座久兵衛
  - 紅組：ギャル曽根、原千晶、鈴木美潮、葉山エレーヌ、菅原初代・白組：ジャイアント白田、嶋大輔、サンドウィッチマン 、泉拓人・大食いドクター：木下博勝
  - 勝ったら100万円・負けたら自腹を大食いをした料金で対決。紅組が高価なワインを注文したこと、白組サンドウィッチマンの富澤が魚を食べられないこと（代わりに富澤はサンドウィッチを食べていた）、白組嶋大輔・サンドウィッチマンの二人がワインが飲めないことがあり、紅組の勝利。
- 2008年サバイバル滝修行 ゆく芸人くる芸人
  - ゆく芸人：レイザーラモンHG、ザ・たっち・くる芸人：山本高広、鳥居みゆき 神奈川県南足柄市の滝から中継。滝に長く打たれた方が「ラジかるッ」のレギュラーを獲得できるというコーナー。ゆく芸人チームが48秒、くる芸人チームが37秒で、ゆく芸人チームの勝利。
- レギュラー取得!2008年 いっぱいおっぱい
  - チェリー☆パイが群馬県の草津国際スキー場からビキニ姿で「いっぱいおっぱいチェリーパイ」の掛け声を2008回寒空の中できるかを中継。見事達成しチェリーパイは2008年から「ラジかるッ」のレギュラーに決定。
- ライブ「ウエスポーン!女ののど自慢 大失恋ザンゲSP」
  - 宮崎アナは、プレゼントされた某プロ野球投手の初勝利ウイニングボールを、交際破局のため燃えないゴミとして捨てた事をドラマ仕立てで告白した。いわゆる「ウイニングボール燃えないゴミ事件」。そのほかにも相澤仁美、にしおかすみこが歌った。ザンゲしたのはにしおかだった（極度の音痴だったため。中山曰く「食ったばかりのギャル曽根なんか吐きそうになった」らしい）。
- タカトシの大衝撃太郎
- 華丸大吉の5&5ランキング2007年視聴率ベスト10
  - 2007年間の年間視聴率を発表した。
- エンディング
  - DJ OZMAの2006年の『第57回NHK紅白歌合戦（NHK、NHK紅白歌合戦）出場時に女性バックダンサーが乳首に見えるボディースーツを着用した事件のパロディーをやりながら福田萌が大晦日と元日の天気を発表。

### 謹賀ラジかるッ2009
- 放送時間…2009年1月1日9:00 - 15:50(JST)

1990年から始まった『平成あっぱれテレビ』の流れを汲む、日本テレビの元日に放送された長時間の生特番。2008年まで元日に放送していた『大笑点』に代わって放送され、全国ネットとしては2度目である。ネット局はテレビ大分とテレビ宮崎を除くNNN28局。スタジオはゼロスタではなかった。タイトルロゴはレギュラー版のアレンジではなく中山秀征が書いた毛筆が使用された。
- 主な企画
  - ボウリング
  - 牛肉大食い駅伝
  - 紅組：ギャル曽根、スザンヌ、小倉優子、・白組：ジャイアント白田、泉拓人
  - メニューは、上カルビ、しゃぶしゃぶ、オムライス、牛丼であった。 白組は白田が肉に強いこと、紅組のスザンヌと小倉が体重制限もあり牛丼を食べられないこと（代わりに2人はしゃぶしゃぶを食べていた）があり、白組の勝利。
- 中継
  - 千葉県成田市・成田山：嶋大輔、上原美優、有吉弘行
  - 神奈川県箱根町・芦ノ湖：ヨネスケ、にしおかすみこ
- 『噂の天カメ中継』
  - 北海道・稚内市（STV）：チェリー☆パイ
  - 東京都・隅田川（聖路加ガーデン）：ザ・たっち
  - 京都府・四条大橋（ytv）：モエヤン
  - 鹿児島県・桜島（KYT）：美キニーズ（折原みか・重盛さと美）

### 夏休み企画
2007年8月6日 - 8月10日まではメイン司会の中山が夏休みにはいったため代理司会になった。
- 月曜日：岡田圭右
- 火曜日：ビビる大木
- 水曜日：山中秀樹
- 木曜日：タカアンドトシ
- 金曜日：タカアンドトシ

同年8月13日 - 8月17日の放送はゼロスタジオではなくゼロスタの下にあるGO!SHIODOMEジャンボリーの特設ステージでやった。
2008年の8月4日 - 8月8日も中山が夏休みの為、代理司会になった。
- 月曜日：岡田圭右
- 火曜日：ビビる大木
- 水曜日：山中秀樹
- 木曜日：タカアンドトシ
- 金曜日：タカアンドトシ

2006年、2007年、2008年の夏休みの間はGO!SHIODOMEジャンボリーでゼロスタジオやマイスタジオなどの見学をやっていた。2008年8月11日 - 8月15日は「お盆特別企画 爆笑グレーカーペット」（フジテレビ系の爆笑レッドカーペットのパロディー）という現レギュラー芸人と墓場芸人がレギュラー入れ替えをかけてお笑いバトルする企画をGO!GO!SHIODOMEジャンボリーの特設ステージで開催された。

## スタッフ
- 演出・テーマ曲：尼崎昇（あまさき のぼる）
- 構成：沢口義明 / はっしー橋本、大久保政男、外山信行、倉野満 / 城田光男（城田純・城田優兄弟の父）、下河内一雄、大名祥子、坂本茜
- テクニカルマネージャー：小椋敏宏
- スイッチャー：高田憲一、安藤康一、加賀谷博史
- カメラマン：松島賢一、高野信彦、東武志、荻野高康、西阪康史
- 音声：加賀金重郎、笹川秀男、大浦政宣、吉田航
- ビデオエンジニア：山中宏充、山本英雄、笈川太
- 照明：高橋明宏
- 音楽効果：杉山謙一郎、橋本いづみ
- タイムキーパー：長坂真由美、竹島祐子、山際慎子
- 美術：中原晃一
- デザイン：熊崎真知子
- 小道具：吉田研二
- 大道具：西本睦哉
- 広報：浜崎英人
- スタイリスト：藤井やすのり、飯塚チサト
- 音楽協力：日本テレビ音楽
- CG協力：アイブリックスタジオ
- 中継技術協力：NiTRo（旧：日テレビデオ、日テレ映像センター）、コスモ・スペース
- 中継技術：川村雄一、三沢津代志、本間一美、萩原直樹
- 中継ディレクター：本山崇、藤田信太郎、向賢
- 技術協力：NiTRo（旧：日テレ映像センター）
- 美術協力：日テレアート
- 制作協力：東阪企画、AX-ON（旧：日テレエンタープライズ）、LUCAS、CR-NEXUS
- アシスタントプロデューサー：三門綾子、熊田靖士、山崎千絵
- デスク：佐藤恵子、濱村吏加
- ディレクター：藤好耕、大野聰介、町尻具宗、島田総一郎/相川武史、小川剛、矢島理恵子、畑中真治、八重沢亮、狩野丈志、岡野敬介、鈴木潤一郎、村上剛、井上公志、佐々木千栄、赤城雄太、氣賀澤宏隆、亀井清行、中野伸郎、小曽根雅記、村田真之
- プロデューサー：環真吾、脇山浩一、坂巻航、武井泉、大田貴史、富澤正義、小川原康容子、筒井亥彦、吉田歩美
- チーフプロデューサー：染井将吾
- 製作著作：日テレ

## ネット局
コーナー枠「ラジかるッ×ポシュレ」のみが一部地方局にネットされていた。
| 放送対象地域 | 放送局                    | 放送曜日・放送時間     | 備考 |
| ------------ | ------------------------- | ---------------------- | --- |
| 宮城県       | ミヤギテレビ（MMT）       | 毎週金曜 11:05 - 11:15 | 2006年4月 - 6月、2007年4月 - は、 「ラジかるッ×ポシュレ」を週1回放送 2006年7月7日 - 2007年3月16日までは金曜日のみ全編ネット。 |
| 長野県       | テレビ信州（TSB）         | 毎週木曜 11:10 - 11:20 | |
| 静岡県       | 静岡第一テレビ（SDT）     | 毎週金曜 11:15 - 11:25 | |
| 熊本県       | くまもと県民テレビ（KKT） | 毎週金曜 16:30 - 16:45 | 情報番組「発信!テレビタウン」の1コーナーとして内包。 「テレビタウンポシュレ」として放送。                                     |
| 愛媛県       | 南海放送（RNB）           | 毎週金曜 15:53 - 16:50 | 情報番組「おかえりテレビ・デリシャス」の1コーナーとして内包。 「おかデリポシュレ」として放送。                                |

## 報道特別番組等による対応
前番組「ラジかる!!」で日本テレビでは長年に渡り、祝日（平日）に特別番組を放送している為、たびたび放送を休止していた。一方「ラジかるッ」では、同枠では放送していない為祝日でも放送するが重大なニュースが入ってくる場合、NNN報道特別番組を放送するため休止した。年末年始はドラマの再放送や元日特番、箱根駅伝中継のため放送を休止した。
2006年9月4日 - 元ライブドアの堀江貴文被告初公判の報道特別番組放送のため休止。
2006年9月6日 - 文仁親王妃紀子出産特別番組放送のため休止。
2007年3月16日 - 元ライブドアの堀江貴文被告判決の報道特別番組放送（9:55 - 10:25）のため10:25から30分繰り下げ・短縮放送（「温泉ミシュラン美人の湯」「北野一探偵のこいつはどいつだ」「ラジかるッ×ポシュレ」の3コーナーが休止）。
2008年4月22日 - NNN特番〜元少年に判決〜放送のため、休止。
2008年8月13日 - 北京オリンピックを放送（10:55〜17:30）の為10:55までの短縮1時間の放送となった（休止になったコーナーは「植松晃士のおブスなファッションモテファッション」、「ハイキングウォーキングの夕刊ヤマタイ」、「ラジかるッ×ポシュレ」）。8月20日 - 北京オリンピックを放送（10:25〜12:30）の為10:25までの短縮30分の放送となった（休止になったコーナーは「うれしはずかし写真館」、「ヒコ&カナ&ソネのがっちり食べまSHOW」、「植松晃士おブスなファッションモテファッション」、「ハイキングウォーキングの夕刊ヤマタイ」、「ラジかるッ×ポシュレ」）。
2008年11月5日 - アメリカ大統領選挙の報道特別番組放送のため休止。